# Chapelle Saint-Rémy d'Auriac
La chapelle Saint-Rémy est une chapelle catholique située à Auriac-du-Périgord, en France.
Elle fait l'objet d'une protection au titre des monuments historiques.

## Localisation
La chapelle Saint-Rémy est située dans le département français de la Dordogne, sur la commune d'Auriac-du-Périgord, entre la route départementale 67 et la Laurence, plus d'un kilomètre à l'ouest-nord-ouest du bourg d'Auriac.

## Historique
La chapelle a été construite au XVIe siècle en contrebas du château de la Faye par Bertrand Arnal de la Faye, abbé commendataire de Terrasson, entre 1520 et 1541.
À partir de l'analyse des blasons sculptés sur les clés de voûte de la chapelle, M. et G. Ponson la datent du XVe siècle. Le blason ouest est en deux parties, en 1, celui de la famille de La Cropte, en 2, celui de la famille Arnal qui a pris ensuite le nom de La Faye. Ils en déduisent que la chapelle a été construite en 1470, par Antoinette de La Cropte et Raymond Arnal de Montignac. Le blason oriental serait celui de Bertrand de La Cropte, curé d'Auriac en 1406 et évêque de Sarlat entre 1416 et 1446.
Placée sous le patronage de saint Rémy, réputé pour être guérisseur, elle fait l'objet d'un pèlerinage.
La chapelle a été vendue comme bien national le 3 frimaire an III (23 novembre 1794) à Pierre Reynal.
Eugène Le Roy décrit le pèlerinage dans son roman Jacquou le Croquant : « Le 23 août était le jour de dévotion à saint Rémy - sent Remedi en occitan - un saint guérisseur que venaient implorer les boiteux, hernieux, fiévreux, aveugles, galeux, ... . La chapelle qui contenait une statue du saint était fermée en temps ordinaire. Les malades se frottaient alors contre le mur. Les jours de dévotion la chapelle était ouverte, permettant aux fidèles d'entrer ».
En 2017, le pèlerinage autour de la chapelle a été effectué par une cinquantaine de personnes. Le pèlerinage est reconduit chaque année au dimanche le plus proche du 23 août et compte entre 50 et 80 pèlerins.

## Protection
L'édifice est inscrit au titre des monuments historiques le 13 janvier 1948.

## Galerie de photos

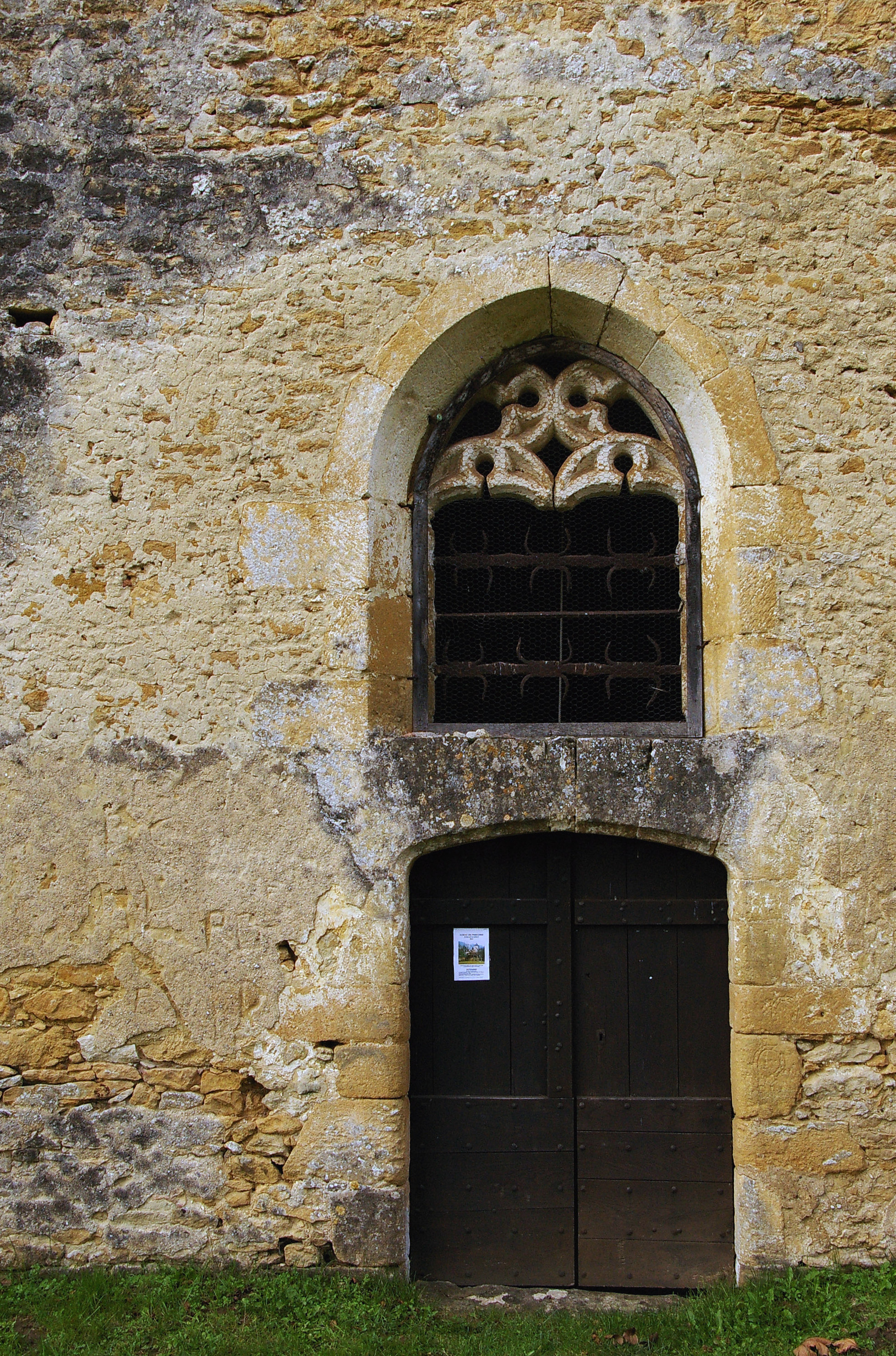
La porte.
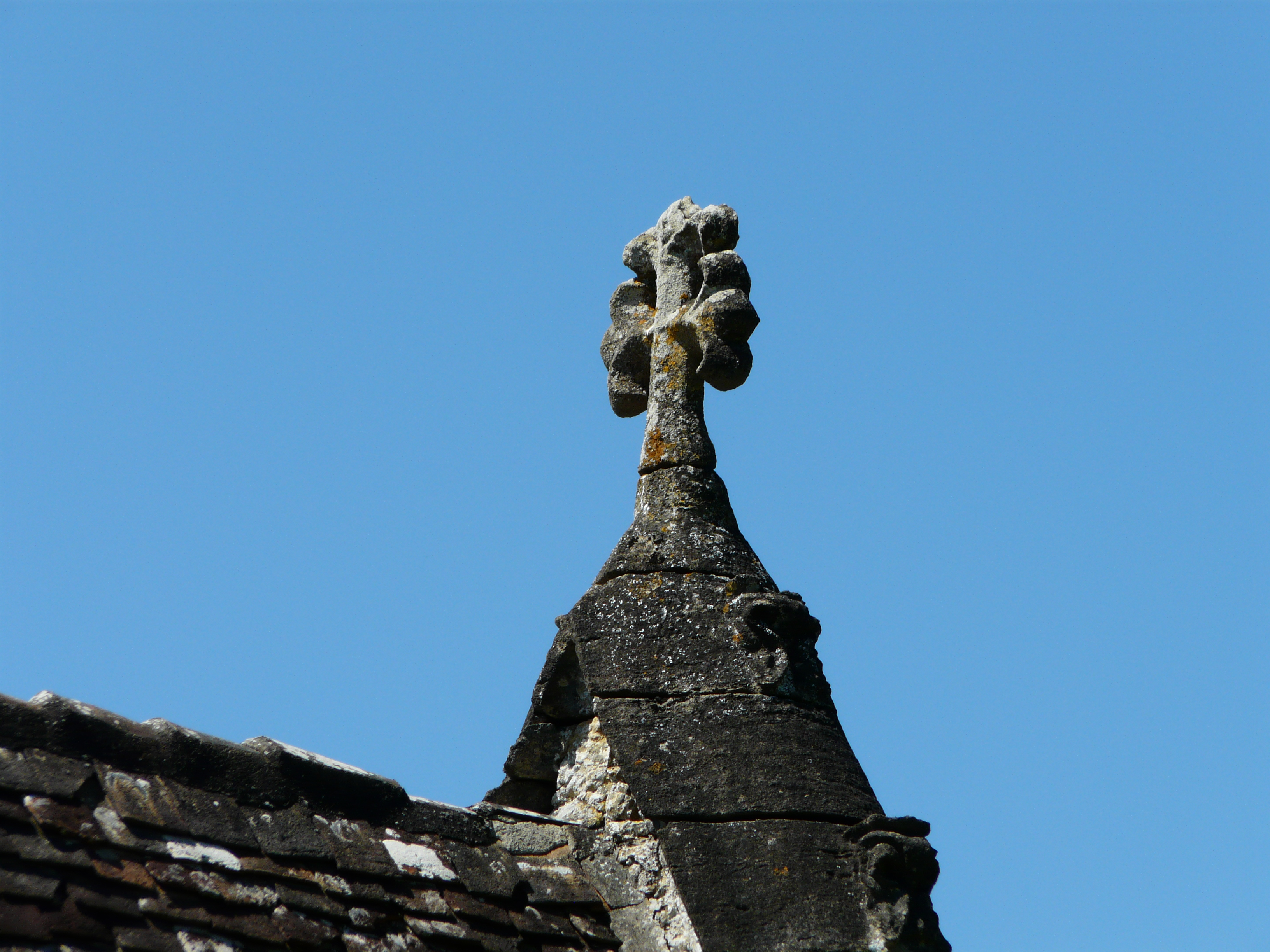
Croix sur le toit.
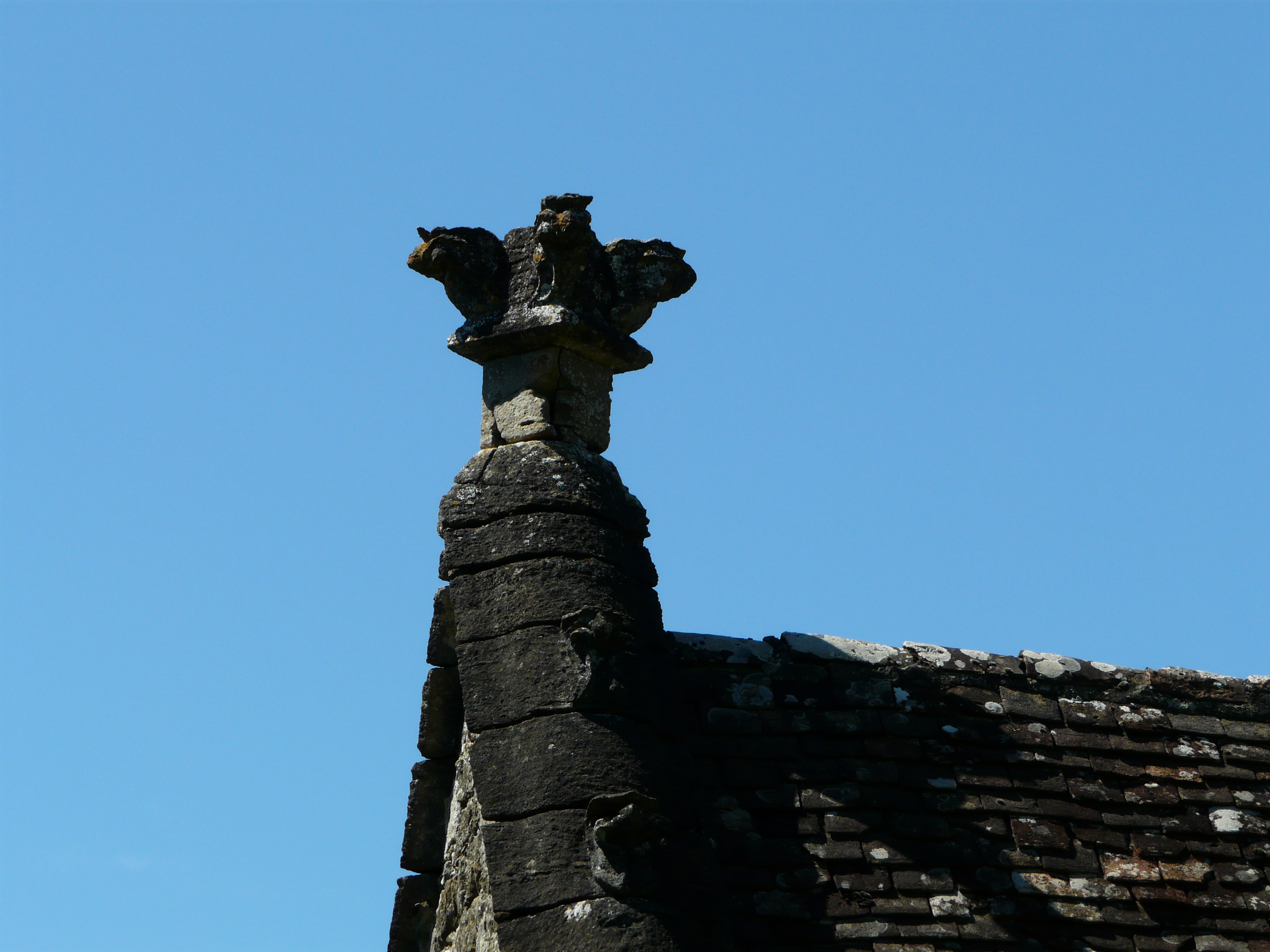
Épi de faîtage.